# Camillo Porzio
Camillo Porzio (Napoli, 1526 – Napoli, 1580) è stato uno storico e avvocato italiano, noto per la sua monografia sulla quattrocentesca Congiura dei baroni.

## Biografia
Nato a Napoli nel 1526, Camillo era il primogenito dei sette figli di Simone Porzio, stimato professore di filosofia presso l'Università di Napoli.
Fin dall'infanzia si trovò a suo agio nell'ambiente accademico e fu sempre attratto dagli studi umanistici, anche se preferì poi la giurisprudenza alla filosofia, scelta dettata, probabilmente, dalla considerazione che all'epoca la pratica dell'avvocatura, a Napoli più che altrove, era una delle strade più percorribili per fare carriera e raggiungere la ricchezza. Per perfezionarsi si recò nelle università di Bologna, Firenze e Pisa, dove nel frattempo il padre era stato nominato dal granduca Cosimo I de' Medici lettore primario di filosofia.
Qui, la prestigiosa carica occupata dal padre aprì al giovane studente le porte della corte medicea, dove poté frequentare alcune delle maggiori personalità della politica e della cultura dell'epoca; da qui allacciò anche utili contatti con la corte vicereale di Napoli, dato che la moglie del granduca, Eleonora di Toledo, era figlia del viceré di Napoli don Pedro de Toledo.
Nel 1552, dopo essersi laureato in utroque iure, rientrò subito a Napoli, dove era già tornato il padre, gravemente malato, e alla sua morte (1554) prese la direzione della famiglia.
Affermatosi rapidamente come uno dei più celebri avvocati della città, riuscì ad incrementare la già cospicua fortuna paterna fino all'acquisto (1559) del fondo di Centola, un vero e proprio feudo; il che, assieme al suo attivo sostegno al governo vicereale ed alle amicizie altolocate, lo inserì di diritto nella "nobiltà di toga" napoletana. L'attività del Porzio negli anni della maturità era divisa fra l'attività di avvocato, l'amministrazione del feudo e gli incarichi pubblici nel governo della città: inoltre era anche attivo negli ambienti culturali della città (ed evidentemente anche in altri ambienti, come si è visto). Pur non avendo più la rilevanza culturale del passato, i circoli culturali napoletani erano ancora in contatto con aree più vivaci, come Roma o Firenze. Fra gli uomini più in vista Girolamo Seripando, generale degli Agostiniani, poi arcivescovo di Salerno e infine cardinale, dal 1554 fu sempre amico del Porzio, e lo incoraggiò agli studi storici.
Tuttavia, questo quadro di rispettabilità pubblica e di successo sociale doveva essere in forte contrasto con la sua vita privata, dato che in quegli stessi anni fu aggredito e sfregiato a colpi di coltello in seguito a un'avventura amorosa. Si ignorano i particolari della vicenda e la gravità delle ferite; di certo si sa che l'operazione di chirurgia plastica, praticata con le tecniche dell'epoca, ottenne risultati accettabili.
Camillo Porzio morì a Napoli. Non si conosce la data esatta della morte, ma si colloca al 1580.

## Opere

### La congiura dei baroni
A Firenze, Porzio aveva conosciuto Paolo Giovio, che, a quanto pare, aveva lamentato l'assenza di una storia sulla Congiura dei baroni che egli indicava come principale causa della discesa, anni dopo, di Carlo VIII in Italia.
Su questo stimolo, Porzio, intorno al 1560, si decise a colmare la lacuna dopo aver letto il resoconto a stampa del processo contro Francesco Coppola, conte di Sarno e Antonello Petrucci, segretario del re. La fonte, ovviamente di parte (era stata stampata e diffusa dal Re Ferdinando I per giustificare la crudeltà della repressione) era d'altronde adatta a chi come il Porzio, vedeva la progettata opera come un monito contro possibili ribellioni contro il governo vicereale.
Seguendo l'esempio del Giovio (primo storico ad accludere un ricco apparato bibliografico alle sue opere maggiori) Porzio pubblicò in apertura del suo resoconto la bibliografia a cui aveva fatto riferimento, che però appare singolarmente incompleta, visto che alcune fonti documentarie come le istruzioni del re ai suoi ambasciatori, o i registri della Cancelleria aragonese, non furono neanche consultate.
Porzio condusse la narrazione, che egli avrebbe inizialmente voluto pubblicare in latino, basandosi su quattro tipi di fontiː la tradizione orale conservatasi a Napoli (poiché si riferiva ad eventi vecchi di circa ottanta anni, è lecito dubitare della loro accuratezza); opere storiche di autori non napoletani, da Machiavelli a Comminges; i menzionati processi a stampa; le opere – allora inedite – di Tristano Caracciolo, soprattutto il De varietate fortunæ, scritto in seguito alla caduta della dinastia aragonese.
In base alle fonti indicate non è possibile considerare il Porzio come uno storico "moderno"; nella sua opera si lamenta una mancanza di dettagliati riferimenti storico-geografici (solo 4 date citate in tutta l'opera), una concezione retorica della narrazione che va a scapito della verità storica e un uso alquanto goffo del concetto di Divina Provvidenza che nonostante il termine cristiano in Porzio non è altro che una ripresa di antiquate concezioni semipagane (fatum), o veterotestamentarie (colpe che vengono scontate dalle generazioni successive). Non si possono attribuire le omissioni a prudenza, in quanto l'autore, notoriamente uomo d'ordine, ricco ed appartenente al ceto dominante, godeva di autorità di amicizie altolocate, inoltre aveva scelto di trattare di fatti lontani nel tempo, avvenuti sotto una diversa, estinta, Dinastia, dietro la sollecitazione di uno degli uomini più in vista della Curia; si può affermare anzi che il Porzio godesse di una libertà d'azione senza precedenti. Ma nonostante le lacune sul piano storiografico La congiura de' baroni è, comunque, un'opera pregevole dal punto di vista letterario e accurata dal punto di vista storico, con pochi veri e propri errori, obiettiva ed organica.

### LaIstoria d'Italia
Dopo La congiura de' Baroni, Porzio mise mano ad un'Istoria d'Italia intesa come continuazione degli Historiarum sui temporis libri XLV di Giovio, che lasciò incompiuta (solo per il 1547) in due volumi allo stato d'abbozzo, pubblicati nell'Ottocento, ma di problematica interpretazione e comunque di scarso valore storiografico.

### LaRelazione
Abbiamo anche una Relazione del Regno di Napoli al marchese di Mondesciar, scritta per motivi prettamente pratici tra il 1577 e il 1579 per il viceré di Napoli Íñigo López de Hurtado de Mendoza, viceré dal 1575 al 1579. La relazione, di 40 pagine a stampa, è un essenziale breviario sulle province del Regno, con l'indicazione delle loro entrate fiscali e con la notevole chiusa sulla disposizione dei regnicoli verso il governo, offrendo uno spaccato dell'attività politico-amministrativa di Camillo Porzio.